# 252470 Puigmarti
252470 Puigmarti este un asteroid din centura principală de asteroizi.

## Descriere
252470 Puigmarti este un asteroid din centura principală de asteroizi. A fost descoperit pe 24 octombrie 2001 la Begues de José Manteca. Asteroidul prezintă o orbită caracterizată de o semiaxă mare de 2,67 ua, o excentricitate de 0,21 și o înclinație de 10,6° în raport cu ecliptica.